# Malgomajs revir
Malgomajs revir var ett skogsförvaltningsområde inom Härnösands överjägmästardistrikt och Västerbottens län som omfattade västra delen av Vilhelmina socken. Reviret, som var indelat i sex bevakningstrakter, omfattade 71 613 hektar allmänna skogar (1920), varav tio kronoparker 62 671 hektar. 